# Manuskripthalter

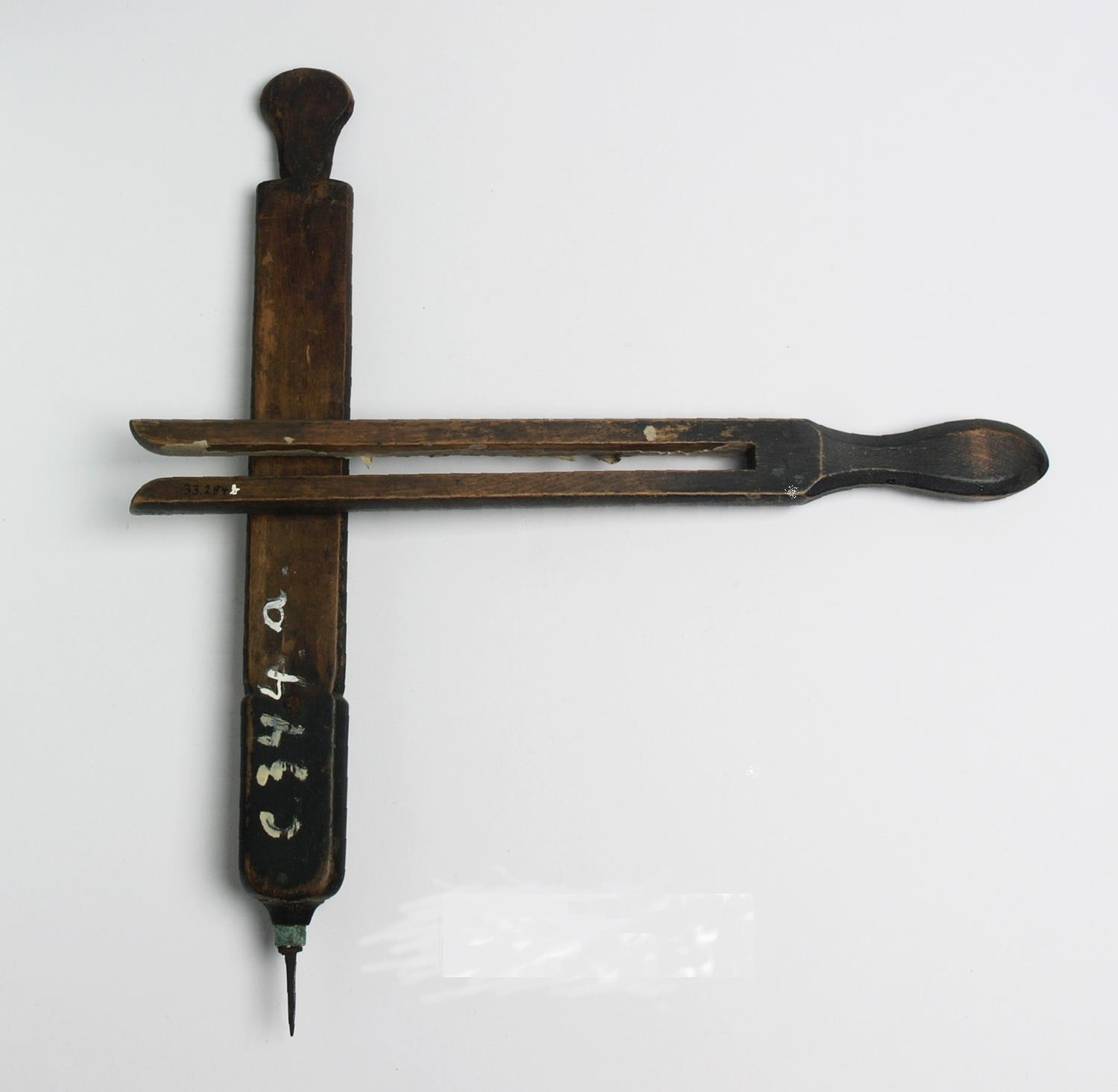
Divisorium und Tenakel. Um 1850. Focke-Museum Bremen.

Der Manuskripthalter ist ein Hilfsmittel des Setzers im Handsatz und hält das zu setzende Manuskript fest.
Er besteht aus dem Tenakel (lat. tenaculum, Haltemittel) und dem Divisorium (lat. divisor, Verteiler). Das Tenakel besitzt einen Dorn oder eine Schraubklemme, um am Rand des Setzkastens befestigt zu werden. Es hält die Vorlage aufrecht und vermeidet, dass Fächer des Setzkastens von ihr verdeckt werden.
Das Divisorium ist eine Gabel aus Holz oder Metall, die über das Tenakel geschoben wird, das Manuskriptblatt hält und zugleich die aktuell zu setzende Zeile markiert. Der Manuskripthalter wurde eingesetzt, als Bleisatz noch im Akkord von Hand betrieben wurde.  